# Stadion im. Ryszarda Pieca w Świętochłowicach
Stadion im. Ryszarda Pieca – stadion piłkarski w Świętochłowicach (w dzielnicy Lipiny), w Polsce. Obiekt może pomieścić 1000 widzów (z tego 487 miejsc siedzących na zadaszonej trybunie). Swoje spotkania rozgrywają na nim piłkarze klubu Naprzód Lipiny.

## Historia
Stadion w Lipinach (do 1951 roku samodzielna miejscowość) przy ulicy Łagiewnickiej, obok bocznicy kolejowej do Huty Zygmunt, powstał jeszcze przed II wojną światową. W okresie międzywojennym gospodarz obiektu, klub Naprzód Lipiny, kilkukrotnie wygrywał okręgowe rozgrywki i walczył o awans do Ligi, jednak bez powodzenia. W trakcie II wojny światowej zespół zmienił nazwę na TuS Lipine i występował w rozgrywkach Gauliga Oberschlesien, w roku 1942 dotarł też do półfinału Pucharu Niemiec, określanego wtedy jako Puchar Tschammera. Po wojnie, w latach 1949–1952 oraz 1955–1962 występował w II lidze, najlepszy wynik notując w roku 1961, kiedy do premiowanej awansem lokaty zabrakło mu dwóch punktów. W sezonie 1950/1951 drużyna dotarła też do ćwierćfinału Pucharu Polski. 

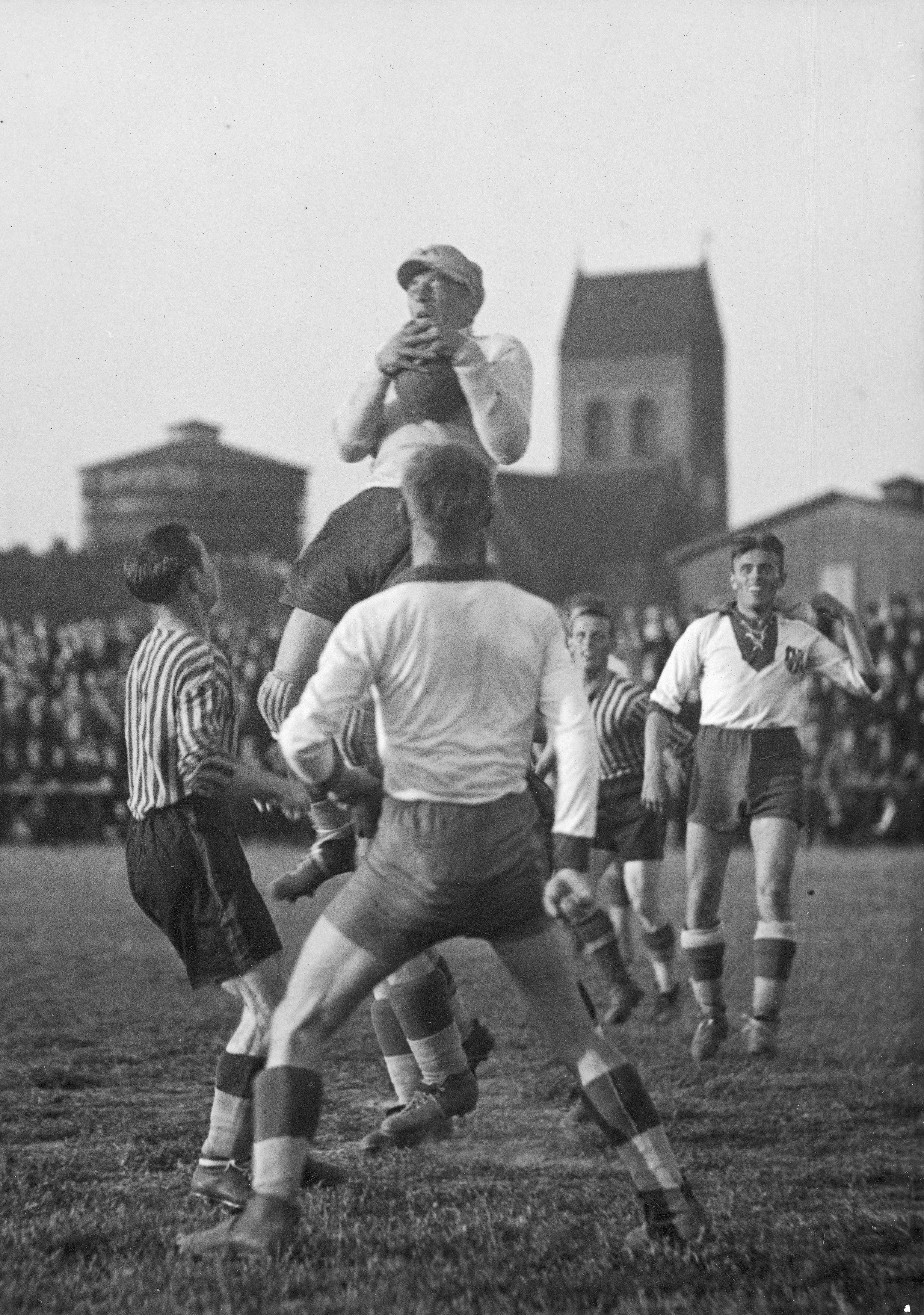
Mecz Naprzód Lipiny - Brygada Częstochowa w 1937 r.

Stadion Naprzodu Lipiny nosi obecnie imię Ryszarda Pieca, byłego zawodnika Naprzodu i reprezentanta Polski (z reprezentacją grał na Igrzyskach Olimpijskich 1936 i Mistrzostwach Świata 1938 w słynnym meczu z Brazylią).